# Championica walkeri
Championica walkeri är en insektsart som beskrevs av Montealegre-z. och G.K. Morris 1999. Championica walkeri ingår i släktet Championica och familjen vårtbitare. Inga underarter finns listade i Catalogue of Life.